# シロタカ
シロタカは日本のイラストレーター。

## 来歴
物心ついた頃から絵を描いており、小学生の頃にはクラスメイトとイラストを交換して遊んでいた。中学3年生のときにイラスト投稿サイトpixivを知り、同サイトに掲載されていたたくさんのクオリティの高い絵を見てから、「自分も描けたら楽しいだろうな」と思い、イラストレーターを志すようになる。
高校生の頃よりライトノベルのイラストコンテストに自身の絵を応募し始め、数年後「BOX-AiRアニメイラストコンテスト」にて『171人の王子様』が過半数の審査員を惹き付け、最優秀賞を受賞した。この作品はBOX-AiR第9号の表紙に採用され、以後BOX-AiR掲載作品のキャラクターデザインや扉絵を担当した。
2014年より『無職転生 〜異世界行ったら本気だす〜』のイラストを担当し、2022年に完結するまですべてのイラストを手掛けた。

## 人物
影響を受けた作品として『ファイナルファンタジー』シリーズのIX・X・XIIや、『テイルズ オブ ジ アビス』などを挙げている。また、現在の絵柄は黒星紅白の手掛けた『キノの旅』から大きく影響を受けているという。

## 作品リスト

### 小説
BOX-AiR掲載作品
純粋処女批判（著：軒並漆嵩）
ライトノベル
- ネトゲ廃悪魔の願い叶えます。（著：初心音コマ/ファミ通文庫）
- 無職転生 〜異世界行ったら本気だす〜（著：理不尽な孫の手/MFブックス）
  - 無職転生 〜蛇足編〜（著：理不尽な孫の手/MFブックス）
- 俺の胃袋は彼女に握られている。（著：餅月望/ダッシュエックス文庫）[5]
- 逆転召喚 ～裏設定まで知り尽くした異世界に学校ごと召喚されて～（著：三河ごーすと/ダッシュエックス文庫）[6]

### ゲーム
- JKヴァルキリーズ（発売：ハラキリ）[7][3]
- 電脳パンデミック（発売：アカツキ）[8][9]
- 乖離性ミリオンアーサー（発売：スクウェア・エニックス）[10]
- グリムエコーズ（発売：スクウェア・エニックス）[11]

### その他
- 『BOX-AiR』表紙イラスト（22号 - 31号[12][13][14][15]、33号[16]、新人賞増刊号2013[17]）
- テレビアニメ『無職転生 〜異世界行ったら本気だす〜』Blu-ray三方背ケースイラスト[18]